# La Dernière Tranchée
Pour plus de détails, voir Fiche technique et Distribution.
La Dernière Tranchée (Forbidden Ground) est un film australien réalisé par Adrian Powers et Johan Earl sorti en 2013.

## Synopsis
En 1916, dans une tranchée britannique dans l'Est de la France, l'ordre est donné de traverser le no man's land, pour prendre la tranchée allemande. Les soldats sont abondamment mitraillés dès qu'ils sortent de la tranchée. Aucun soldat n'atteint la tranchée adverse. Seuls trois soldats ont survécu à l'assaut. L'un d'eux est gravement blessé et ne peut plus marcher. Ils se cachent dans les cratères boueux du no man's land. Ils doivent arriver à se replier vers leur tranchée, car l'artillerie britannique va bientôt pilonner la zone. De la tranchée allemande, un tireur d'élite les repère et leur tire dessus.

## Fiche technique
- Titre : La Dernière Tranchée
- Titre original : Forbidden Ground
- Réalisation : Adrian Powers et Johan Earl
- Scénario : Johan Earl, Denai Gracie et Travis Spiteri
- Production : Johan Earl et Denai Gracie
- Sociétés de production : Scarlet Fire Entertainment
- Musique : Jason Fernandez
- Montage : Adrian Powers
- Costumes : Pele Hehea
- Pays d'origine :  Australie
- Langue de tournage : anglais
- Format : couleurs
- Genres : Drame et guerre
- Durée : 95 minutes
- Dates de sortie[1] : 
  -  France : 24 janvier 2014 en VOD, DVD et Blu-ray
  -  Royaume-Uni : 16 août 2013
  -  Suède : 18 août 2013
  -  Allemagne : 22 octobre 2013
  -  États-Unis : 26 novembre 2013 en DVD
  -  Finlande : 4 décembre 2013 en DVD et Blu-ray
  -  Canada : 10 décembre 2013
  -  Australie : 11 décembre 2013
  -  Brésil : 7 janvier 2014
  -  Japon : 31 janvier 2014 en DVD

## Distribution
- Tim Pocock : le soldat O'Leary
- Martin Copping : le caporal Richard Jennings
- Barry Quin (en) : le docteur Bennett
- Johan Earl : le sergent-major Arthur Wilkins
- Denai Gracie : Grace Wilkins
- Sarah Mawbey : Eve Rose
- Damian Sommerlad : le lieutenant
- Oliver Trajkovski : l'aide-de-camps du lieutenant
- Igor Breakenback : le sergent Schmidt
- Byron J. Brochmann : le tireur d'élite allemand
- Alex Jewson : le soldat Riley
- Steve Maxwell : un soldat allemand
- Gudmund Helmsdal Nielsen : un soldat allemand (voix)
- James Shepherd : le soldat Franklin

## Production

### Lieux de tournage
Sauf indication contraire, les informations mentionnées dans cette section peuvent être confirmées par la base de données cinématographiques IMDb,  présente dans la section « Liens externes ».
Le film a été tourné en Australie en Nouvelle-Galles du Sud :
- Dubbo
- Sydney